# Кислицина Ганна Миколаївна
Ганна Миколаївна Кисли́цина (біл. Ганна Мікалаеўна Кісліцына, 8 вересня 1967, Дрогичин, Берестейська область, Білорусь) — білоруський літературознавець.

## Відзнаки
Лауреат літературної премії «Залатая літара» (2004) за збірку «12+1» (разом з А. Івашчанком, А. Хадановічем) та премії Зори Кіпель (2007) за дослідження у галузі білорусистики.